# Brug 1888
Brug 1888 is een bouwkundig kunstwerk in Amsterdam Nieuw-West.
De brug werd opgeleverd rond 1999 bij de bouw van de woonwijk Oostoever Sloterplas. Daarbij werden terreinen van de gesloten rioolreinigingsinstallatie heringericht voor de woningbouw. Tegelijkertijd werd de afwateringstocht langs de Ringspoorbaan aangesloten op de kom van de Burgemeester Cramergracht naar Sloterplas, daar waar eerder een ringsloot om de terreinen was gelegen. Om de wijk voldoende aan- en afvoer van verkeer te kunnen garanderen werd over die nieuw gegraven gracht/sloot een brug neergelegd; brug 1888. Zij verzorgt de verbinding tussen de wijk via de Alhambralaan naar en van de Jan Evertsenstraat, samen met de straat Oostoever de belangrijkste verkeersroute rondom de wijk. Die brug kwam in de vorm van een duikerbrug, er is hier immers geen scheepvaart mogelijk. De brug kreeg een uiterlijk mee dat gangbaar was. De duiker is van beton, leuningen zijn van metaal gemonteerd op de metalen balusters. De vakken daartussen werden opgevuld met staalkabels. 
De brug maakte deel uit van een pakket van vier bruggen in de wijk: brug 1888, brug 1889, brug 1890 en brug 1891.

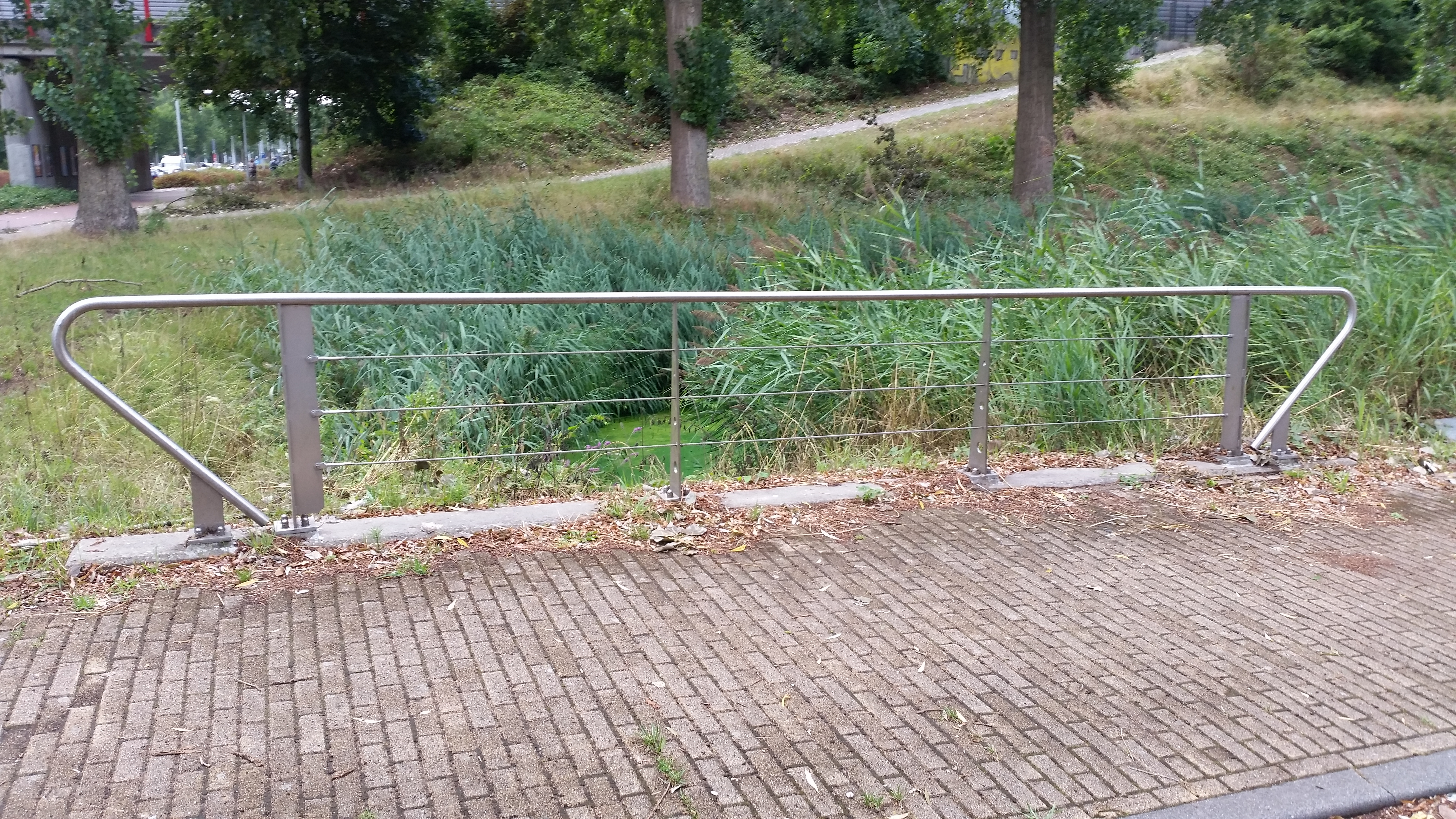
Leuning van brug 1888 (augustus 2018)

<<< · 1800 · 1801 · 1802 · 1803 · 1804 · 1805 · 1806 · 1807 · 1808 · 1809 ·  1810 · 1811 · 1812 · 1813 · 1814 · 1815 · 1816 · 1818 · 1819 · 1820 · 1821 · 1822 · 1823 · 1824 · 1826 · 1827 · 1828 · 1829 · 1830 · 1831 · 1832 · 1833 · 1834 · 1835 · 1836 · 1837 · 1838 · 1839 · 1840 · 1841 · 1842 · 1843 · 1844 · 1845 · 1846 · 1847 · 1848 · 1849 · 1850 · 1851 · 1852 · 1853 · 1854 · 1855 · 1856 · 1857 · 1858 · 1859 · 1860 · 1861 · 1862 · 1863 · 1864 · 1865 · 1866 · 1867 · 1868 · 1869 ·  1870 · 1871 · 1872 · 1873 · 1874 · 1875 · 1876 · 1877 · 1879 ·  1880 · 1881 · 1882 · 1883 · 1884 · 1885 · 1886 · 1888 · 1889 · 1890 · 1891 · 1892 · 1893 · 1894 · 1895 · 1896 · 1897 · 1898 · 1899 · >>>
Brugnummers 1817, Brug 1819, 1820, 1825, 1878, 1887  zijn niet (meer) vergeven.